# Antoine Chevalier
Pour les articles homonymes, voir Chevalier.
Antoine Rodolphe Chevalier, ou Le Chevalier, latinisé en Antonius Rodolphus Cevallerius, né le 16 mars 1523 à Montchamp, mort le 8 octobre 1572 à Guernesey, est un hébraïste français.

## Biographie
De la même famille que les frères Robert et Antoine Le Chevalier d’Aigneaux, célèbres vers la fin du XVIe siècle par leurs traductions de Virgile et d’Horace, Chevalier sortait à peine de l’enfance lorsqu’il vint à Paris étudier l’hébreu sous François Vatable, et fut bientôt cité pour ses connaissances dans cette langue. Protestant, son zèle pour la propagation de la Réforme protestante le força à s’exiler, vers 1548, en Angleterre, où il fit la rencontre de Paul Büchlein et de Martin Bucer, puis de Thomas Cranmer chez qui il séjourna plus d’une année. Il alla ensuite s’installer à l’université de Cambridge, où il dispensa des cours gratuits d’hébreu, logeant chez son collègue Emmanuel Tremellius, le professeur royal qui succédait, depuis 1549, à Büchlein dans la chaire d’hébreu de Cambridge. Il était pensionné par l’évêque d’Ely Thomas Goodrich et Cranmer, qui le recommanda à l’attention du roi. Le 1er décembre 1550, il épousa la belle-fille de Tremellius, Élisabeth de Grimecieux.
Instruit de son mérite, le duc de Sommerset, protecteur du royaume d’Angleterre, le chargea d’enseigner le français à la princesse Élisabeth qui lui donna, tant qu’il vécut, des marques de sa considération. Le 7 août 1552, il reçut ses lettres de naturalisation du roi Édouard VI, mais la réaction catholique qui éclata, en 1553, à la mort de ce roi, l’ayant obligé à chercher un nouvel asile, il accompagna son beau-père à l’université de Heidelberg avec l’intention de se fortifier dans l’hébreu en suivant ses leçons. En 1559, Appelé à l’université de Strasbourg, pour y professer l’hébreu, il ne fit qu’un court séjour dans cette ville qu’il quitta pour aller remplir la même chaire à l’université de Genève, où il obtint gratuitement, ainsi que son fils ainé, le droit de bourgeoisie, le 25 décembre 1559. Intime de Calvin, dont il avait fait la connaissance avant 1554, il fut son interprète pour les livres hébreux dont celui-ci avait besoin. Il devait, par ailleurs, rédiger son épitaphe en vers hébreux, disponible dans l’édition de 1597 des poésies de Théodore de Bèze.
Après que la paix signée, le 10 mars 1563, sous les murs d’Orléans après la mort du duc de Guise avait rendu la tranquillité à la France, il voulut donner sa démission pour pouvoir rentrer en France, mais il ne reçut, et ce sur la demande pressante de l’église de Caen transmise par Me Olivier de Bruneville, qu’un congé temporaire. Ce ne fut qu’en 1567, que, sur ses instances réitérées, on lui accorda enfin un congé absolu.
Revenu à Caen, il fut sollicité d’y professer mais, la guerre civile ayant éclaté de nouveau, il retourna en Angleterre, dès l’année suivante, pour solliciter l’aide de la reine Élisabeth pour les huguenots. Peu pressé, en raison des circonstances, de retourner en Normandie, il accepta un poste de professeur d’hébreu à la cathédrale Saint-Paul, avant d’être nommé, le mai 1569, à la suggestion de Matthew Parker et d’Edmund Grindal, Professeur royal d’hébreu à l’université de Cambridge où il eut Johannes van den Driesche et Hugh Broughton (en) pour étudiants.
En 1570, il devint prébendier de Cantorbéry mais, malgré la protection dont l’honorait la reine Élisabeth, il sollicita et reçut, le 24 mars 1572, congé de Canterbury pendant deux ans sans préjudice de ses émoluments, pour rentrer dans son pays natal, mais il n’y jouit pas longtemps du repos. Le massacre de la Saint-Barthélemy le força à fuir encore une fois. Il parvint à gagner l’ile de Guernesey, avec l’intention de retourner en Angleterre, mais mourut peu de temps après, avant d’avoir eu le temps de la faire éditer, laissant une édition imparfaite de la Bible, en quatre langues, hébreu, chaldéen, grec et latin. De Thou dit qu’il en avait vu une partie, comprenant le Pentateuque et le Livre de Josué écrits de sa main. Chevalier fut, pour les livres hébreux dont il avait besoin, l’interprète de Calvin dont il a par ailleurs rédigé l’épitaphe en vers hébreux disponible dans l’édition de 1597 des poésies de Bèze. Il travailla également avec Corneille Bonaventure Bertram et Mercerus au Thesaurus linguœ sanctœ de Sante Pagnini, qu’il a enrichi de notes, et fut en relation avec les hommes les plus savants de son temps. Isaac Casaubon et Joseph Juste Scaliger faisaient le plus grand cas de son savoir et Bèze, van den Driesche, Bertram ont vanté à l’envi sa science.
D’Élisabeth de Grimecieux il avait eu un fils, nommé Emmanuel ou Samuel, né à Cambridge, le 8 septembre 1551, qui fit ses études à Genève sous Bèze et La Faye et y soutint la thèse De pseudevangelico ministerio qui fut soutenue par lui. À la mort de son père, il passa en Angleterre et fut nommé ministre de l’église française de Londres. Plus tard, en 1595, il fut appelé à Cantorbéry par les réfugiés de cette ville.

### Publications
- Rudimenta hebraïcae linguae, Genève, J. Crespin, 1560, in 8° ; Genève, 1567, in-f° ; Wittemberg, 1574, in-4° ; Genève, 1590 et 1592 in-8°.
- Epistola dici Pauli ad Galatas syriacè litteris hebraïcis cum versione latina, imprimé à la suite du précédent.
- Targum hierosolymitanum in Pentateuchum, traduction latine publiée dans la Polyglotte de Walton, Londres, 1657, ainsi que les deux suivantes.
- Targum Pseudo-Jonathanis in Pentateuchuin.
- Targum Jonathanis in Josue, Judices, Lihros regum, Isaiae, Jeremiae, Ezechielis et duodecim Prophelarum minorum, ex versione A. de Zamorâ, à B. Ariâ Montano recognitâ, et ab A. Cevalerio emendata.

## Robert et Antoine Le Chevalier d'Aignaux
La famille Le Chevalier est originaire de Vire ou de sa région (Calvados).
Elle donna dans la seconde moitié du XVIe siècle deux poètes et humanistes, Robert et Antoine Le Chevalier, sieurs d'Aignaux (terre située au Désert, Calvados), nés vers 1541, qui furent les seconds en France à traduire l'Énéide de Virgile en 1582, après des Mazures. Tous les deux d'une santé fragile, ils voyagèrent cependant pour visiter les grands centres universitaires de France ou de l'étranger afin d'y étudier, l'un le droit, l'autre la médecine. Mais la poésie garda leur préférence. Leur traduction de Virgile fut fort appréciée. Par l'exactitude qu'ils essayèrent d'apporter à la traduction, ils étaient plus modernes que des Masures, le premier traducteur.
Les deux frères étaient très proches, et la mort de Robert en 1590, à 49 ans, fit qu'Antoine le suivit de près dans la tombe, moins d'un an plus tard. Après leur mort, leurs amis, dont le fameux poète Jean Dorat, maitre de Ronsard, ou leur neveu Thomas Sonnet de Courval, leur érigèrent en 1591 un "tombeau poétique", qui retrace leur vie et contient quelques-unes de leurs œuvres. Leur renommée était grande dans la province, à tel point que l'on honore leur mémoire dans l'épitaphe de leur sœur :
Issue elle n'est point de quelque race vile,

Mais du sang généreux des braves chevaliers,

De ces doctes Aigneavx, qui furent les premiers

Qui d'vn Poëme François firent parler Virgile.

Quel type, quel estoc, tant soit il ennobly, 
 
Pourroit de ces Aigneavx passer la renommée ? 
 
Leur gloire en Funiuers est tellement semée 
 
Qu'elle ne peut tomber soubs les Loix de l'oubly.